# CA8
CA8 (англ. Carbonic anhydrase 8) – білок, який кодується однойменним геном, розташованим у людей на короткому плечі 8-ї хромосоми. Довжина поліпептидного ланцюга білка становить 290 амінокислот, а молекулярна маса — 32 973.
| 10         |  | 20         |  | 30         |  | 40         |  | 50         |
| ---------- |  | ---------- |  | ---------- |  | ---------- |  | ---------- |
| MADLSFIEDT |  | VAFPEKEEDE |  | EEEEEGVEWG |  | YEEGVEWGLV |  | FPDANGEYQS |
| PINLNSREAR |  | YDPSLLDVRL |  | SPNYVVCRDC |  | EVTNDGHTIQ |  | VILKSKSVLS |
| GGPLPQGHEF |  | ELYEVRFHWG |  | RENQRGSEHT |  | VNFKAFPMEL |  | HLIHWNSTLF |
| GSIDEAVGKP |  | HGIAIIALFV |  | QIGKEHVGLK |  | AVTEILQDIQ |  | YKGKSKTIPC |
| FNPNTLLPDP |  | LLRDYWVYEG |  | SLTIPPCSEG |  | VTWILFRYPL |  | TISQLQIEEF |
| RRLRTHVKGA |  | ELVEGCDGIL |  | GDNFRPTQPL |  | SDRVIRAAFQ |  |            |

A: Аланін

C: Цистеїн

D: Аспарагінова кислота

E: Глутамінова кислота

F: Фенілаланін

G: Гліцин

H: Гістидин

I: Ізолейцин

K: Лізин

L: Лейцин

M: Метіонін

N: Аспарагін

P: Пролін

Q: Глутамін

R: Аргінін

S: Серин

T: Треонін

V: Валін

W: Триптофан

Кодований геном білок за функцією належить до фосфопротеїнів. 
Білок має сайт для зв'язування з іонами металів, іоном цинку. 